# Felix de Nobel
Felix de Nobel (Haarlem, 27 mei 1907 – Amsterdam, 25 maart 1981) was een Nederlands pianist en dirigent. 
Hij was zoon van glasetser en later muziekleraar Pieter de Nobel en Elisabeth Andréa. Hij was tussen 1929 en 1940 getrouwd met Dina Adriana Knegtmans en vanaf 1942 met zangeres Dora Schrama. Zijn broer Johan de Nobel was cellist, oom Otto de Nobel was dirigent en componist.
Hij genoot zijn muzikale opleiding bij Hendrik Andriessen en aan het Conservatorium van Amsterdam. Hij trad zowel op als solist en begeleider op de Nederlandse podia. Als pianist begeleidde hij zangeressen als Elisabeth Schumann, Elisabeth Schwarzkopf en Irma Kolassi. De Nobel had een grote liefde voor het volkslied en bewerkte veel volksliederen.
Een door hem in 1937 opgericht koor voor de uitvoering van Bach-cantates op de radio zou uitgroeien tot het Nederlands Kamerkoor, waar hij tot 1972 als dirigent aan verbonden bleef. Zijn tweede vrouw zong onder andere in die koren.
In het Koninklijk Concertgebouw in Amsterdam is bij de Kleine Zaal een van de foyers naar hem vernoemd.
- Bibliothèque nationale de France: cb14002515m (data)
- Biografisch Portaal: 91515999
- Gemeinsame Normdatei: 134643828
- International Standard Name Identifier: 0000 0001 0979 2612
- Library of Congress Control Number: no92014089
- MusicBrainz: 5d341c36-f043-4613-bfe8-93f74d61355e
- Nationale Bibliotheek van Tsjechië: xx0179398
- Nationale Bibliotheek van Israël: 987007332103305171
- Nederlandse Thesaurus van Auteursnamen: 102357536
- Istituto Centrale per il Catalogo Unico: PAVV024484
- Système universitaire de documentation: 078617901
- Virtual International Authority File: 61742772
- WorldCat: E39PBJc3JMDTdqfhGmVTdRGfv3